# Południowo-Zachodni Uniwersytet im. Neofita Riłskiego
Południowo-Zachodni Uniwersytet im. Neofita Riłskiego (bułg. Югозападен университет „Неофит Рилски“) – państwowa instytucja szkolnictwa wyższego z siedzibą w Błagojewgradzie. Oferuje 67 przedmiotów wykładanych w języku bułgarskim i angielskim, 86 kierunków magisterskich i 43 specjalności naukowe (programy doktoranckie).

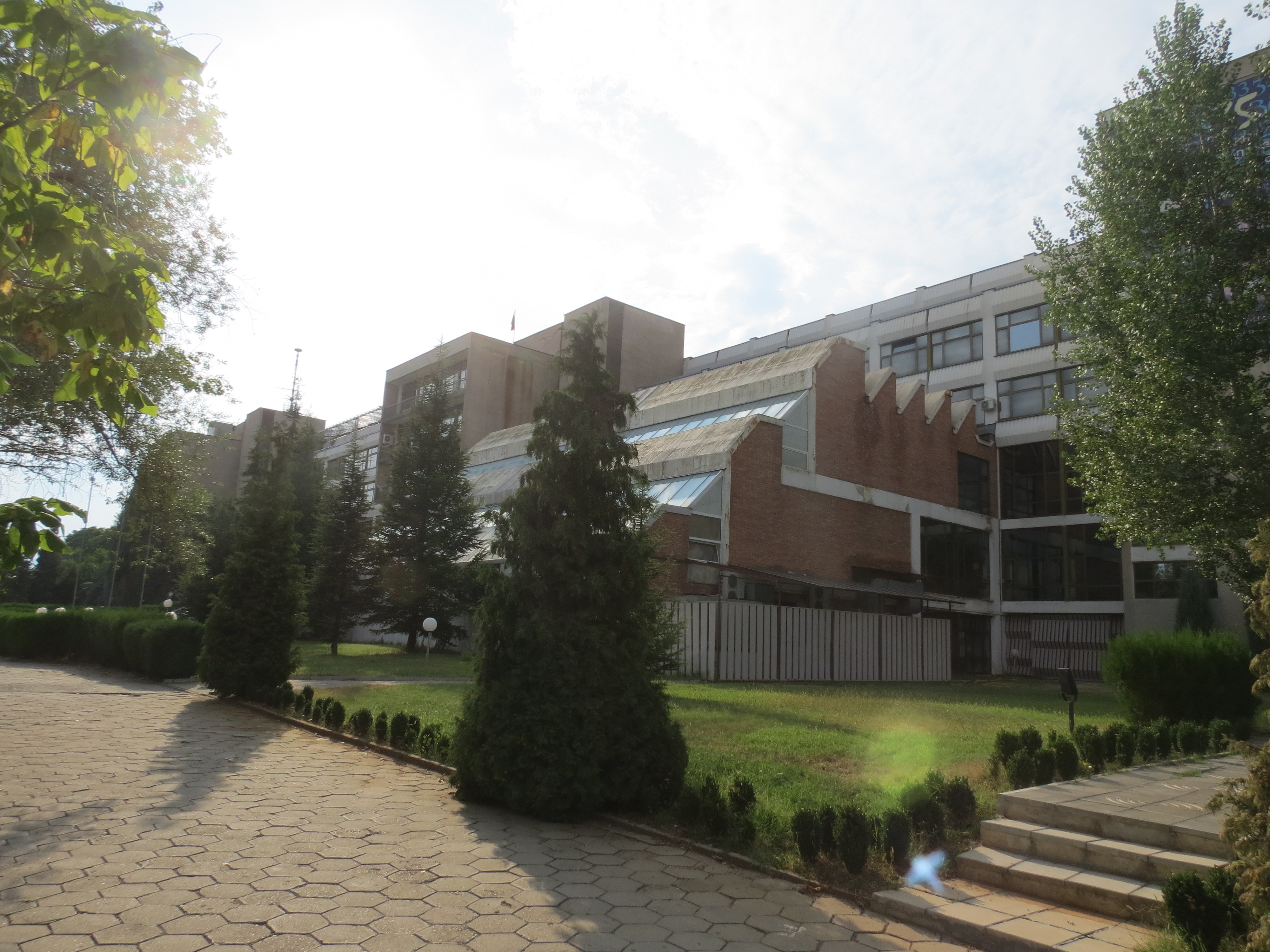
Front budynku uczelni

Uniwersytet znajduje się 90 km od stolicy Bułgarii i 80 km od Grecji. Dysponuje nowoczesnymi obiektami szkoleniowymi, naukowymi i sportowymi oraz oferuje szeroki zakres możliwości artystycznych. Centrum Karier oferuje pracę w okresie próbnym i zapewnia kontakty z przyszłymi pracodawcami. Studenci mogą brać udział w międzynarodowych programach wymiany, ich dorobek naukowy jest uznawany na zagranicznych uniwersytetach. 
Uniwersytet posiada 8 sal badawczych, 18 audytoriów i sal wykładowych z liczbą miejsc powyżej 100, a 20 z liczbą miejsc do 50, 84 sal seminaryjnych, 72 laboratoriów i sal komputerowych, własny teatr, salę muzyczną i taneczną, galerię, sale wideo. Studenci mogą korzystać z biblioteki z 4 czytelniami, 4 bibliotekami wydziałowymi. Uniwersytet ma własne wydawnictwo i bazę drukarską.

## Historia
W 1975 założono oddział Uniwersytetu Sofijskiego. W 1983 przekształcono go w oddzielny Wyższy Instytut Pedagogiczny, na mocy dekretu Zgromadzenia Narodowego z 4 sierpnia 1983. W 1995 uchwaliło ono utworzenie uniwersytetu (decyzję opublikowano w Dzienniku Ustaw nr 68 z 1 sierpnia 1995).